# Leoncio Jaso
Leoncio Jaso Paz (11 de septiembre de 1876 - El Puerto de Santa María, 6 de agosto de 1936) fue un militar español, que alcanzó el grado de teniente-coronel en el Cuerpo de Carabineros y fue ejecutado por los sublevados al iniciarse la Guerra Civil Española.

## Biografía
Incorporado al arma de infantería, participó como teniente en la guerra del Rif. Durante la Segunda República fue inspector jefe del Cuerpo de Carabineros con destino en Madrid. En 1936 fue trasladado a Cádiz, donde ocupó el puesto de jefe de la 11.ª Comandacia de Carabineros. Cuando se produjo el golpe de Estado de julio de 1936, al mando del capitán Antonio Yáñez-Barnuevo, se incorporó a la defensa de la sede del gobierno civil y la Diputación de Cádiz, donde se encontraban el presidente de la diputación, Francisco Cossi, y el gobernador civil, Mariano Zapico, además de un nutrido número de voluntarios. Aguantó en la posición desde el 18 hasta el 19 de julio, cuando a las tropas sublevadas se unieron fuerzas Regulares procedentes de Ceuta y los sitiados abandonaron el edificio. Se le incoó un expediente para consejo de guerra por rebelión militar el 22 de julio, junto con en el presidente de la diputación, Francisco Cossi, su secretario particular, Antonio Mascalio, el gobernador civil, Mariano Zapico, el oficial de telégrafos Luis Parrilla Asensio, el capitán Yáyez-Barnuevo y el capitán de fragata Tomás de Azcárate García de Lomas. Juzgado y condenado a muerte el 2 de agosto junto con Zapico, Yáñez-Barnuevo y Parrilla, fue fusilado cuatro días después.